# Balbínové z Vorličné

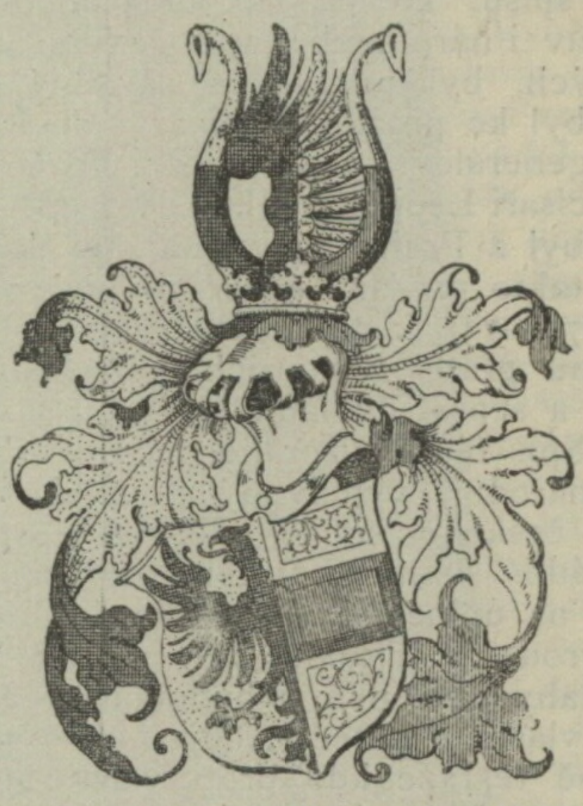
Erb Balbínů z Vorličné

Balbínové z Vorličné byli původně patricijskou rodinou, která sídlila v Hradci Králové. Původní příjmení rodu bylo Škornicové, ke kterému si později přibrali i jméno Balbinus.

## Historie

### Počátky rodu
Nejstarší známý člen rodu Jiří/Jan (I.) Balbín Škornic, zvaný také Laurin, žil na začátku 16. století. Narodil se na konci 15. století, zmiňován 1529 a zemřel po roce 1550. V letech 1522–1549 byl hradeckým konšelem, byl zvolen hospodářem hradeckých konšelů a v roce 1530 byl zmiňován jako starší obecní. V roce 1540 je zmiňován požár v jeho domě, který se rozšířil na pět dalších budov. Za to dostal pokutu, která mu byla později prominuta. Měl tři syny: Jana (II., Balbína), Filipa (Malíře) a Ondřeje (Laurina).  
Dne 6. listopadu 1553 byl udělen latinským majestátem krále Ferdinanda I. Janovi II. a jeho mladšímu bratrovi Filipovi šlechtický, konkrétně vladycký titul "z Vorličné". Rod se začal se nazývat Balbínové z Vorličné, pravděpodobně podle usedlosti blízko Hradce Králové. Kolem roku 1564 bratři Jan a Filip přizvali k erbu a titulu také třetího bratra Ondřeje a čáslavského měšťana Jakuba Vnučku, který byl příbuzný od první manželky.
Ondřej Balbín (zvaný Laurinus) byl nejmladším synem Jana (I.). Usadil se v Českém Brodě, kde působil jako tiskař a kde se stal starším obecním, výběrčím posudného a členem literátského kůru. V letech 1574 až 1577 byl primátorem města, následně členem rady. Zemřel v roce 1582 bez potomků. Svůj majetek odkázal na dobročinné účely a svému synovi Janovi (III.), který v Hradci Králové působil jako malíř.
Rod se rozdělil do dvou větví: pražské (založenou Janem II.) a královéhradecké (založenou jeho bratrem Filipem). 

### Pražská větev
Jan (II.) Škornic Balbín (1525 – 16. února 1570) nejprve studoval na královéhradecké partikulární škole. Následně odešel studovat do Prahy, v roce 1545 se stal bakalářem svobodných umění. Učil na nižších školách v Praze i na venkově. V několika městech působil jako městský písař, nejdelší dobu v Nymburce. Při tom studoval právo a získal velké znalosti. V Praze se po založení apelačního soudu, k němuž se člověk mohl odvolat proti rozhodnutí městských soudů, stal v roce 1548 sekretářem latinských i českých expedic. Usídlením v Praze založil pražskou větev Balbínů. Zároveň byl básníkem, byl součástí humanistického kroužku kolem humanisty a mecenáše Jana staršího Hodějovského z Hodějova. Skládal latinské básně, zejména tzv. eteostichy, které byly otištěny ve Veleslavínově kalendáři historickém. Některé jeho básně obsahuje i sbírka "Farragines". Se ziskem majetku přišlo v roce 1556 i dědičné povýšení do vladyckého stavu. Vlastnil grunty v Praze a Nymburce. V roce 1560 dostal listem od Ferdinanda I. povolení volně nakládat se svými statky. V roce 1562 byl Jan pasován do rytířského stavu a koupil Ovčáry. Jan byl dvakrát ženatý. Jeho první manželka Voršila byla dcerou nymburského měšťana Václava Škopka. Toto manželství však zůstalo bezdětné. Druhou manželkou byla Voršila ze Sobince, s níž měl syna Václava.
Po smrti otce patřily Ovčáry jeho synovi Václavovi (? – 1594). Václav je prodal v roce 1592 Kašparu Melicharu ze Žerotína za 9000 kop míšeňských grošů a dále držel Souňov u Čáslavi. Za ženu měl Veroniku z Konecchlumí. Zemřel v roce 1594, v době, kdy jeho děti (Jan, Karel, Adam, Vilém a Alžběta) byly ještě nezletilé. Poručníky jeho dětí se stali jeho manželka, matka a švagr Vilém starší z Konecchlumí. Tito prodali v roce 1613 Souňov nejstaršímu synovi Václava – Janovi (III.), který jej ovšem již o tři roky později (1616) dále prodal Janu Purkhartovi Kordulovi ze Sloupna. Jan zemřel bez živých potomků po roce 1628, čímž pražská větev vymřela.

### Královéhradecká větev

#### I. generace
Janův bratr Filip Balbín Škornice byl vyučeným malířem, královéhradeckým radním a v letech 1559 až 1563 také primátorem (primasem). Založil královéhradeckou větev, ze které pochází i nejslavnější příslušník rodiny, Bohuslav Balbín, jenž se nakonec stal posledním a nejslavnějším členem rodu. Filip zemřel kolem roku 1575 (snad 1574, nebo 1575). Měl dva syny: Jana a Jiřího. Jejich sestra Anna se provdala za lounského měšťana Václava Slonka. V květnu 1562 ovdověla a o rok později si vzala žateckého měšťana a konšela Zikmunda Hošťálka z Javořice. S ním měla dvě děti: Salomenu, která v roce 1582 zemřela při morové epidemii, a Maxmiliána, jednoho ze stavů, popraveného při staroměstské exekuci. Rovněž Anna Balbínová z Vorličné zemřela v Žatci roku 1582 na mor.

#### II. generace
Starší Jan Škornice Balbín z Vorličné byl stejně jako jeho otec malířem, a proto se mu říkalo Jan Malíř. Malířskou živnost provozoval ve vlastním domě. V roce 1582 dostal odkázáno od svého strýce Ondřeje 90 kop grošů. Žil život bouřliváka, byl známý svými šarvátkami. Zemřel bezdětný.
Mladší Jiří Škornice Balbín z Vorličné (? – 15. března 1589) byl povoláním soukeník. Vlastnil tři domy v Hradci Králové, dvorce na předměstích a soukenický obchod. Jeden z šosovních dvorců vyměnil roku 1565 za Lhotu pod Libčany. Lhota byla ještě téhož roku zapsána do zemských desek. Následně koupil od Baltasara Pecingara z Bydčiny ves Horní Dřevčice, což bylo do zemských desek zapsáno v roce 1589. V roce 1579 koupil vinici na vrchu sv. Jana (na Konstanci) v Třebeši.
V roce 1566 byl společně s Šimonem Litickým jmenován komisařem při mustrování lidu válečného do Uher proti Turkům. Působil také jako konšel, primas a císařský rychtář (1578 až 1586) v Hradci Králové. Jeho podobizna z roku 1585 je zachycena v královéhradeckém graduálu od Matouše Radouše, jehož byl donorem. Svůj městský dům na Velkém náměstí přestavěl v reprezentativní renesanční sídlo (později výrazně přestavěn a znám pod názvem dům u Špuláků). V roce 1586 odešel z rychtářské funkce a přesunul se do ústraní do Lhoty pod Libčany. Pochován byl v chrámu sv. Ducha.
Jeho první ženou byla Johanka z Hostovic. V roce 1583 ale ovdověl. Navíc Johanka ve své závěti manželovi a dětem nic neodkázala, vše připadlo jejím bratrům. Následně došlo k soudní při, jejíž výsledek však není znám. Za druhou manželku si vzal Voršilu (Uršulu) Konecchlumskou ze Sobince, s níž vyženil dvůr a krčmu v Nymburku. Celkově měl čtyři syny (Bedřicha, Jana, Daniela a Adama), pravděpodobně již od první manželky. Kromě synů měli ještě dceru Marianu, která se provdala za Václava Hronše z Pařízku. Druhá dcera Ludmila se provdala za Václava Jiskru ze Sobince, ale krátce po porodu zemřela, a tak ji otec přežil. V roce 1584 byl i s nejstarším synem Bedřichem (dědičně) povýšen do rytířského stavu. Jeho synové se ale dopouštěli řady přestupků, které byly částečně přehlíženy díky Jiřího vysokému postavení. I proto je možná matka vynechala ze závěti. V roce 1587 vyzval radní a další měšťany, aby tyto výtržnosti a přestupky neignorovali. Po Jiřího smrti v roce 1589 probíhaly dlouhé soudy, které měly vyřešit rozdělení majetku mezi syny. Bratři se o ně vzájemně hádali, a navíc pokračovali v problematickém chování.

#### III. generace
Nejstarším ze synů byl Bedřich (Friedrich), také Jan Bedřich (? – 1599), který získal Lhotu pod Libčany, kde sídlil po většinu doby. V Hradci Králové měl pronajatý dům. Dne 3. února 1589 se oženil s Marianou Koyttovou. Zemřel v rámci velké morové epidemie v létě 1599. S manželkou, která jej přežila, měli dceru Kateřinu, a je možné, že i syna, neboť v hradecké škole byl v roce 1615 zapsán Gabriel Balbinus Libčanus.  
Druhorozený Jan (? – 1599) získal Dřevíč/Horní Dřevčici. S manželkou Dorotou Vylímovskou (Vilimovskou) z Petrovic měl dva syny: Lukáše a Jiřího (Jiříka). Stejně jako starší bratr Bedřich zemřel na mor v rámci velké morové epidemie roku 1599. Dorota žila v Dřevíči a později v Hradci Králové a přežila nejen manžela, ale i oba své syny. Zemřela v Hradci Králové v roce 1636.
Daniel po otcově smrti obdržel rodový dům i pivovar u Rybářské fortny v Hradci Králové. Za manželku si vzal Annu z Peclinovce, dceru Martina Cejpa z Peclinovce. Zemřel bezdětný v Hradci Králové, rok úmrtí není znám.  
Nejmladší ze čtveřice bratrů Adam (? – 8. ledna 1626), kráječ suken, bydlel také v Hradci Králové. Po otci zdědil krejčovský obchod. Lhota připadla po smrti Bedřicha (1599) právě Adamovi. V roce 1621 připadla ovšem pardubickému panství (Adam ji pravděpodobně prodal). Adam jako jediný z bratrů vykonával obecní funkce. Byl městským berníkem, obecním starším a v roce 1625 také městským konšelem. Byl třikrát ženatý. Poprvé ještě před rokem 1583 byla jeho ženou Eva Vostatková. S druhou manželkou Martou, dcerou Jakuba Dřevinka z Hradce, se oženil v roce 1621. Třetí svatba přišla jen o tři roky později v roce 1624. Jeho ženou se tehdy stala Ludmila, dcera chrudimského měšťana Jana Solnického. S třetí ženou měl syny Jana a Jiřího. Po jeho úmrtí (na začátku roku 1626) se vdova Ludmila provdala za pardubického císařského úředníka Václava Rýška.

#### IV. generace
V další generaci pokračovali v rodové linii synové druhorozeného Jana. 
Jiří (1588 – 11. srpna 1619) měl za manželku Ludmilu z rodu Jiskrů ze Sobince. Měli spolu dvě děti: Jana a Dorotu. Ani jedno z nich se však nedožilo dospělosti. Jiří padl roku 1619, když bojoval proti stavovským vojskům na straně císaře proti Matyáši Thurnovi.
Lukáš Balbín z Vorličné na Petrovicích (1585–1622) držel Dřevíč a bydlel v Hradci Králové, následně se přestěhoval do Pardubic. V letech 1614–1620 bydlel v domě č.p.106 v místech dnešního hotelu Zlatá štika na Bílém Předměstí, když v Pardubicích sloužil jako královský purkrabí na pardubickém panství (do 1620). V letech 1618 a 1619 úspěšně ubránil pardubický zámek proti povstalým stavům. Prodal Dřevíč a přestěhoval se opět do Hradce Králové, kde v roce 1622 zemřel. Pochován byl v kostele sv. Jakuba na Louce. V roce 1606 se oženil se Zuzanou Vodičkovou, dcerou mistra Jiřího Vodičky. Po návratu do Hradce Králové bydlel ve Vodičkovském domě, který dostala ke svatbě věnem  jeho žena. Měli šest synů (Jana, Václava, Jana Ludvíka, dalšího Václava, Jiřího a Bohuslava Ludvíka), ovšem pouze jediný z nich (Bohuslav Ludvík) se dožil dospělosti. Kromě synů měli ještě dvě dcery (Dorotu a Ludmilu). Manželem Doroty se stal Karel Filip Jiskra ze Sobince. Ludmila se provdala za Ondřeje ze Schmakau; zemřela v roce 1645.

#### V. generace
V roce 1621 se Lukášovi a Zuzaně narodil syn Bohuslav Ludvík Balbín, pozdější kněz, pedagog a literát, nejznámější a také poslední příslušník rodu.

## Erb
Erb má polcený štít. V pravém zlatém poli se nachází polovina černého zlatě korunovaného orla. V levém stříbrném poli je červené břevno. Na štítě je položena turnajská přilba s korunou a černo-zlatými a červeno-stříbrnými pokryvadly. V klenotu je černé křídlo mezi červeným a stříbrným rohem.
Erb je popsán v listině císaře Maxmiliána II. z roku 1567.